# Lebrecht di Anhalt-Köthen
Lebrecht di Anhalt-Köthen (Plötzkau, 8 aprile 1622 – Köthen, 7 novembre 1669) è stato Principe di Anhalt-Plötzkau e dal 1665 fu Principe di Anhalt-Köthen.

## Biografia
Egli era il figlio secondogenito di Augusto, Principe di Anhalt-Plötzkau e di sua moglie Sibilla, figlia del conte Giovanni Giorgio di Solms-Laubach.
Dopo la morte del padre nel 1653, Lebrecht ereditò i domini di Plötzkau assieme al fratello maggiore Ernesto Amedeo ed al fratello minore Emmanuele; ma assieme a questo principato, i fratelli ricevettero anche la reggenza sul Principato di Anhalt-Köthen in vece dell'infante cugino, il Principe Guglielmo Luigi. Lebrecht ed Emmanuele mantennero de facto la reggenza ed Ernesto Amedeo rimase a curare gli affari a Plötzkau, ma solo per i sette mesi successivi, quando morì poi senza essersi mai sposato e senza aver avuto eredi.
Lebrecht continuò a svolgere il suo compito di reggente su Köthen sino al 1659, anno in cui Guglielmo Luigi venne dichiarato adulto e quindi abile a governare. Lebrecht fece ritorno a Plötzkau, riprendendo a pieno titolo il proprio ruolo di co-reggente col fratello Emmanuele.
La morte di Guglielmo Luigi nel 1665 senza eredi, cambiò nuovamente la distribuzione dei principati ascanidi: Lebrecht e suo fratello ricevettero il dominio del più ricco principato di Anhalt-Köthen e Plötzkau passò al Principato di Anhalt-Bernburg, dal quale era stato anticamente originato.

## Matrimonio e figli
A Plötzkau, il 18 gennaio 1655 Lebrecht sposò Sophie Ursula Eleonore (Ortenberg, 2 ottobre 1628 - Köthen, 13 settembre 1675), figlia di Enrico Volrad, Conte di Stolberg-Ortenberg. Questo matrimonio non diede però figli.
Dopo quattro anni di regno a Köthen, Lebrecht morì senza eredi e la sua successione passò integralmente al fratello Emmanuele.

## Ascendenza
|                                     |                                    |                                   | Genitori                                         |  |  | Nonni |  |  | Bisnonni                     |  |  | Trisnonni                |  |
|                                     |                                    |                                   |                                                  |  |  |       |  |  | Giovanni IV di Anhalt-Zerbst |  |  | Ernesto di Anhalt-Zerbst |  |
|                                     |                                    |                                   |                                                  |  |  |       |  |  | Giovanni IV di Anhalt-Zerbst |  |  | Ernesto di Anhalt-Zerbst |  |
|                                     |                                    | Margherita di Münsterberg         |                                                  |  |  |       |  |  | Giovanni IV di Anhalt-Zerbst |  |  |                          |  |
| Gioacchino Ernesto di Anhalt        |                                    |                                   |                                                  |  |  |       |  |  | Giovanni IV di Anhalt-Zerbst |  |  |                          |  |
|                                     |                                    | Margherita di Brandeburgo         | Gioacchino I di Brandeburgo                      |  |  |       |  |  |                              |  |  |                          |  |
|                                     |                                    | Margherita di Brandeburgo         | Gioacchino I di Brandeburgo                      |  |  |       |  |  |                              |  |  |                          |  |
|                                     |                                    | Margherita di Brandeburgo         | Elisabetta di Danimarca                          |  |  |       |  |  |                              |  |  |                          |  |
| Augusto di Anhalt-Plötzkau          |                                    | Margherita di Brandeburgo         |                                                  |  |  |       |  |  |                              |  |  |                          |  |
|                                     |                                    | Cristoforo di Württemberg         | Ulrico di Württemberg                            |  |  |       |  |  |                              |  |  |                          |  |
|                                     |                                    | Cristoforo di Württemberg         | Ulrico di Württemberg                            |  |  |       |  |  |                              |  |  |                          |  |
|                                     |                                    | Cristoforo di Württemberg         | Sabina di Baviera                                |  |  |       |  |  |                              |  |  |                          |  |
| Eleonora di Württemberg             |                                    | Cristoforo di Württemberg         |                                                  |  |  |       |  |  |                              |  |  |                          |  |
|                                     |                                    | Anna Maria di Brandeburgo-Ansbach | Giorgio di Brandeburgo-Ansbach                   |  |  |       |  |  |                              |  |  |                          |  |
|                                     |                                    | Anna Maria di Brandeburgo-Ansbach | Giorgio di Brandeburgo-Ansbach                   |  |  |       |  |  |                              |  |  |                          |  |
|                                     |                                    | Anna Maria di Brandeburgo-Ansbach | Edvige di Münsterberg-Oels                       |  |  |       |  |  |                              |  |  |                          |  |
| Lebrecht di Anhalt-Köthen           |                                    | Anna Maria di Brandeburgo-Ansbach |                                                  |  |  |       |  |  |                              |  |  |                          |  |
|                                     | Federico Magnus I di Solms-Laubach | Ottone di Solms-Laubach           |                                                  |  |  |       |  |  |                              |  |  |                          |  |
|                                     | Federico Magnus I di Solms-Laubach | Ottone di Solms-Laubach           |                                                  |  |  |       |  |  |                              |  |  |                          |  |
|                                     | Federico Magnus I di Solms-Laubach | Anna di Meclemburgo-Schwerin      |                                                  |  |  |       |  |  |                              |  |  |                          |  |
| Giovanni Giorgio I di Solms-Laubach | Federico Magnus I di Solms-Laubach |                                   |                                                  |  |  |       |  |  |                              |  |  |                          |  |
|                                     |                                    | Agnese di Wied                    | Giovanni III di Wied                             |  |  |       |  |  |                              |  |  |                          |  |
|                                     |                                    | Agnese di Wied                    | Giovanni III di Wied                             |  |  |       |  |  |                              |  |  |                          |  |
|                                     |                                    | Agnese di Wied                    | Elisabetta di Nassau-Dillenburg                  |  |  |       |  |  |                              |  |  |                          |  |
| Sibilla di Solms-Laubach            |                                    | Agnese di Wied                    |                                                  |  |  |       |  |  |                              |  |  |                          |  |
|                                     |                                    | Giorgio I di Schönburg-Glauchau   | Ernesto III di Schönburg-Waldenburg-Lichtenstein |  |  |       |  |  |                              |  |  |                          |  |
|                                     |                                    | Giorgio I di Schönburg-Glauchau   | Ernesto III di Schönburg-Waldenburg-Lichtenstein |  |  |       |  |  |                              |  |  |                          |  |
|                                     |                                    | Giorgio I di Schönburg-Glauchau   | Amalia di Leisnig                                |  |  |       |  |  |                              |  |  |                          |  |
| Margherita di Schönburg-Glauchau    |                                    | Giorgio I di Schönburg-Glauchau   |                                                  |  |  |       |  |  |                              |  |  |                          |  |
|                                     |                                    | Dorotea di Reuss-Greiz            | Enrico XIV di Reuss-Greiz                        |  |  |       |  |  |                              |  |  |                          |  |
|                                     |                                    | Dorotea di Reuss-Greiz            | Enrico XIV di Reuss-Greiz                        |  |  |       |  |  |                              |  |  |                          |  |
|                                     |                                    | Dorotea di Reuss-Greiz            | Amalie von Mansfeld                              |  |  |       |  |  |                              |  |  |                          |  |
|                                     |                                    | Dorotea di Reuss-Greiz            |                                                  |  |  |       |  |  |                              |  |  |                          |  |